# Karierno svetovanje
Pri kariernem svetovanju se oseba ob pomoči osebnega svetovalca odloči o svojih kariernih ciljih in sprejme karierne odločitve. Prav tako razišče možnosti razvoja svoje kariere in opredeli dodatna izobraževanja ter usposabljanja, ki bodo pripomogla k doseganju zastavljenih ciljev. Svetovalec mora biti za to usposobljen strokovnjak, navadno psiholog. Karierno svetovanje spada pod karierno orientacijo, ki je širši pojem, saj poleg svetovanja zajema še upravljanje s človeškimi viri ter izvajanje izobraževalnih programov, delavnic in usposabljanj.
V sodobnem času je pomen zadovoljstva na delovnem mestu čedalje bolj poudarjen, zato se vedno več ljudi odloča za karierno svetovanje. S pomočjo slednjega lahko dosežejo zadovoljstvo, s tem pa se obogatijo z novimi izkušnjami, izboljšajo svojo samopodobo in samospoštovanje, doživljajo manj stresa, so bolj zadovoljni s svojim življenjem ter tako lahko preprečijo izgorelost na delovnem mestu. Eden izmed prvih, ki so prišli na idejo o poklicnem oz. kariernem svetovanju, je bil ameriški psiholog Hugo Münsterberg.

## Vrste
Karierno svetovanje v Sloveniji lahko delimo na brezplačno in plačljivo.
Glede na ustanove oz. organizacije, ki to ponujajo, pa ga lahko delimo na:
- brezplačno v okviru Zavoda za zaposlovanje
- plačljivo preko raznih kadrovsko-izobraževalnih agencij, ki nudijo to dejavnost
- v šoli, v okviru Šolske svetovalne službe
- svetovanje, ki je namenjeno študentom in ki poteka na fakultetah oz. univerzi v okviru Kariernih centrov. Navadno je brezplačno. Tam spremljajo zaposlovanje diplomantov, njihovo karierno pot, skrbijo za pretok informacij o zaposlovanju med študenti in jim pomagajo pri pridobivanju najrazličnejših izkušenj ter kompetenc. Pomembno je tudi povezovanje diplomantov in podjetij v smislu prepoznavanja potreb v gospodarstvu in motiviranja podjetij in zaposlenih za predstavitev po univerzah. Prirejajo razne delavnice o pisanju prošenj za delo, razvoju lastne kariere, simulacije zaposlitvenih razgovorov za delo …

V tem prispevku je govora predvsem o prvih dveh vrstah svetovanja.

## Komu je namenjeno?
Brezplačno karierno svetovanje je na voljo vsakomur, ki je prijavljen v evidenci brezposelnih oseb oz. v evidenci iskalcev zaposlitve in je njegova zaposlitev ogrožena. Sicer pa se za plačljivo svetovanje lahko odloči vsak, ki želi samostojno voditi svojo kariero, išče področje dela, ki mu najbolj ustreza, je nezadovoljen s svojim poklicem, ali želi menjati zaposlitev, a ne ve kako.
Uspešna kariera marsikomu predstavlja pot navzgor, toda zavedati se moramo, da to pomeni tudi različne poti na istem nivoju, a na drugih področjih ter tudi pot navzdol. Pri načrtovanju in razvoju kariere so ključnega pomena karierna sidra in vseživljenjsko učenje. Izrednega pomena pa je tudi osebno zadovoljstvo z zaposlitvijo. Veliko ljudi se na svoji karierni poti omejuje pri izboru področja dela zaradi zaključene smeri izobraževanja. S svetovanjem pa lahko raziščejo tudi druge možnosti in področja, ki so jim blizu, pa zanje morda sploh ne vedo.

## Kaj zajema?
S kariernim svetovanjem svetovalec pomaga svetovancu:
- postaviti zaposlitvene in karierne cilje
- poiskati nove zaposlitvene možnosti,
- poiskati svoje potenciale, interese, talente
- opredeliti, kje in na katerem področju dela iskati zaposlitev,
- poiskati aktualna prosta delovna mesta,
- izboljšati način iskanja zaposlitve,
- pridobiti sodobne veščine iskanja zaposlitve
- po potrebi vključiti v programe za iskalce zaposlitve z namenom izboljšanja zaposlitvenih možnosti

## Kako poteka?
Potek svetovanja je pri obeh vrstah podoben; razlika je večinoma le v tem, da pri svetovanju v okviru Zavoda za zaposlovanje (v nadaljevanju Zavod) svetovanci predvsem iščejo ustrezno zaposlitev, saj so brezposelni, v okviru zasebnih podjetij pa so svetovanci večinoma že zaposleni, a si želijo spremembe v karieri.
Oseba, ki želi biti deležna brezplačnega kariernega svetovanja v okviru Zavoda se najprej prijavi v njegovo evidenco. Postopek izvedbe kariernega svetovanja vključuje psihološko testiranje (vprašalniki in testi poklicnih interesov, motivacijskih dejavnikov, miselnih sposobnosti, osebnostnih lastnosti …), s katerim se ugotavljajo:
- sposobnosti
- praktičnost
- osebnostne lastnosti
- poklicni interes (profil kompetenc)
- način reševanja problemov

Psihološko testiranje nato dopolnjuje poglobljen intervju, v katerem se odkrije svetovančevo ključno karierno sidro, svetovanec pa lahko prepozna svoje potenciale in poglobi njihovo razumevanje, da bo izbira kariere skladnejša z njegovimi potenciali, interesi, vrednotami, delovnimi navadami in osebnimi kvalitetami. Intervjuju sledi svetovanje za nadaljnji razvoj kariere oz. načrtovanje iskanja zaposlitve(če gre za svetovanje preko Zavoda) z osebnim svetovalcem. Pri prvem svetovalnem razgovoru z osebnim svetovalcem oseba na podlagi svojih delovnih izkušenj, znanj, ciljev in potreb na trgu dela izdela zaposlitveni načrt, ki je pravzaprav načrt do zaposlitve oz. želenih sprememb v karieri. Vanj se zapišejo različna dela, ki jih oseba želi in zna opravljati ter kako in kje bo iskala zaposlitev. Zaposlitveni načrt se nenehno spreminja in dopolnjuje. Glede na izkušnje, ki jih oseba pridobi pri aktivnem iskanju zaposlitve in spremljanju povpraševanja delodajalcev po določenih poklicih, v zaposlitveni načrt zapiše nova dela, v katerih se želi zaposliti in nove načine iskanja zaposlitve.
Če svetovanec z osebnim svetovalcem ugotovi, da za opravljanje dela, na katerem se želi zaposliti, potrebujete dodatna znanja, mu Zavod omogoča različna usposabljanja in izobraževanja. Z osebnim svetovalcem določita tudi način sodelovanja z Zavodom. Pri kariernem svetovanju preko zasebnih podjetij pa slednja svetovanca napotijo na ustrezne tečaje, delavnice, usposabljanja ipd. Nekateri pa poleg teh metod uporabljajo tudi metode in tehnike kovčinga – kovč (mentor) pri pogovoru s svetovancem uporablja posebna vprašanja in tehnike, ki spodbujajo razmišljanje, ugotavljajo in razvijajo potenciale ter še neodkrite možnosti in strategije. S tem lahko svetovanec sam pride do rešitve. Coaching poteka v obliki pogovora, tehnike pa lahko pripomorejo k zmanjševanju ovir in uspešnejšemu doseganju ciljev.